# واپیتی

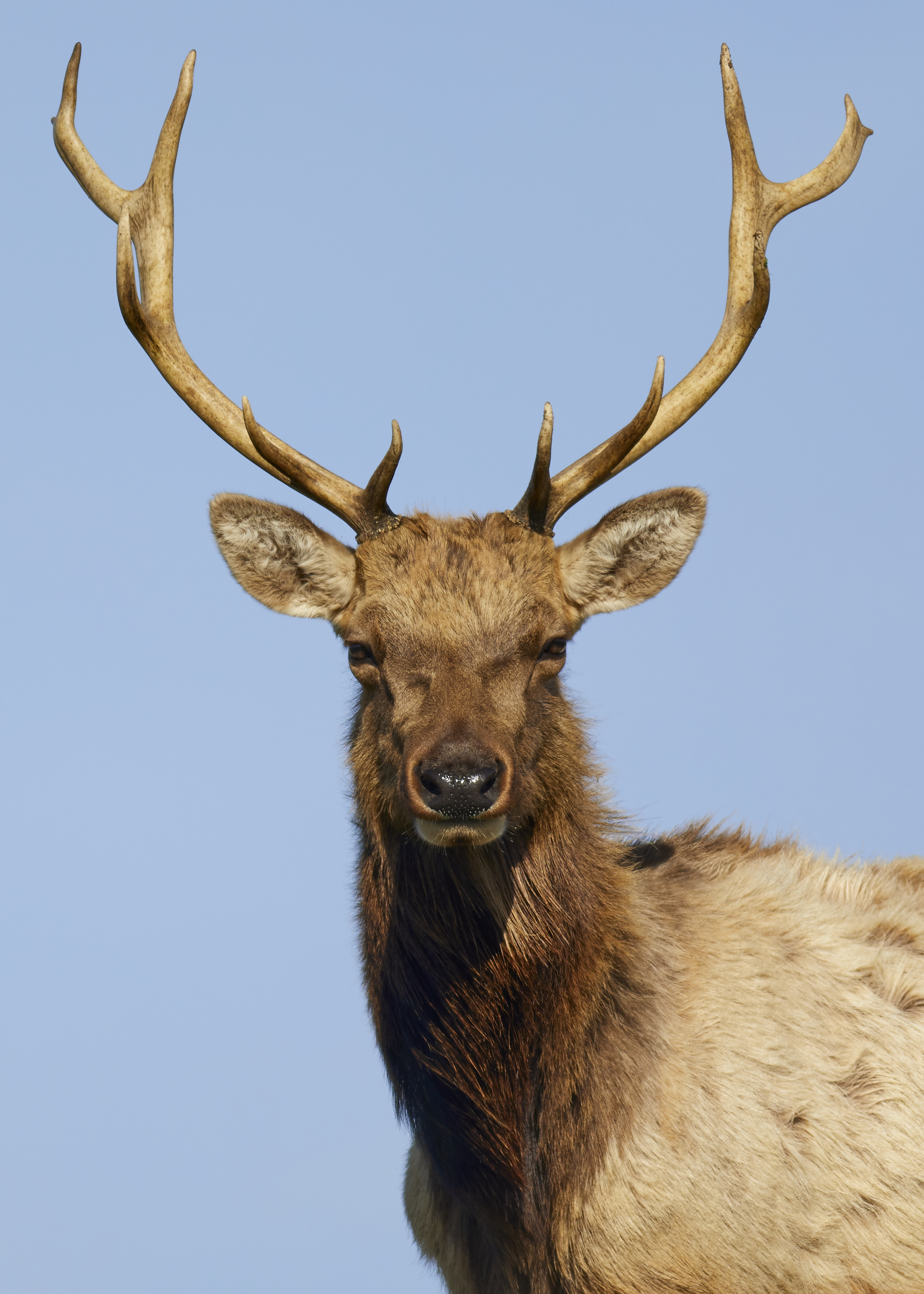
نگاره‌ای از یک اِلکِ مُرداب (en) نَر در منطقهٔ مونت رایس (en) در شمالِ کالیفرنیا.

واپیتی یا اِلک (نام علمی: Cervus canadensis) گونه‌ای گوزن بومی شرق آسیا و آمریکای شمالی است. این گوزن خویشاوند نزدیک مرال (بومی اروپا و غرب آسیا) و گوزن ژاپنی است و از هر دو آن‌ها بزرگتر است.